# Faro di capo Lookout
Il faro di capo Lookout è un faro alto 169 piedi (52 m) situato sulle Outer Banks del Sud nella Carolina del Nord. Lampeggia ogni 15 secondi ed è visibile ad almeno 12 miglia (10 nmi) verso il mare e fino a 19 miglia (17 nmi). Il faro di capo Lookout è uno dei pochissimi fari che operano durante il giorno. È stato completamente automatizzato nel 1950. Il faro di capo Lookout è l'unica struttura negli Stati Uniti ad avere il rivestimento a scacchiera, con l'obiettivo non solo di differenziarsi dalle torri faro simili, ma anche quello di mostrare la direzione. Il centro dei diamanti neri punta in direzione nord-sud, mentre il centro dei diamanti bianchi indica est-ovest.

## Storia

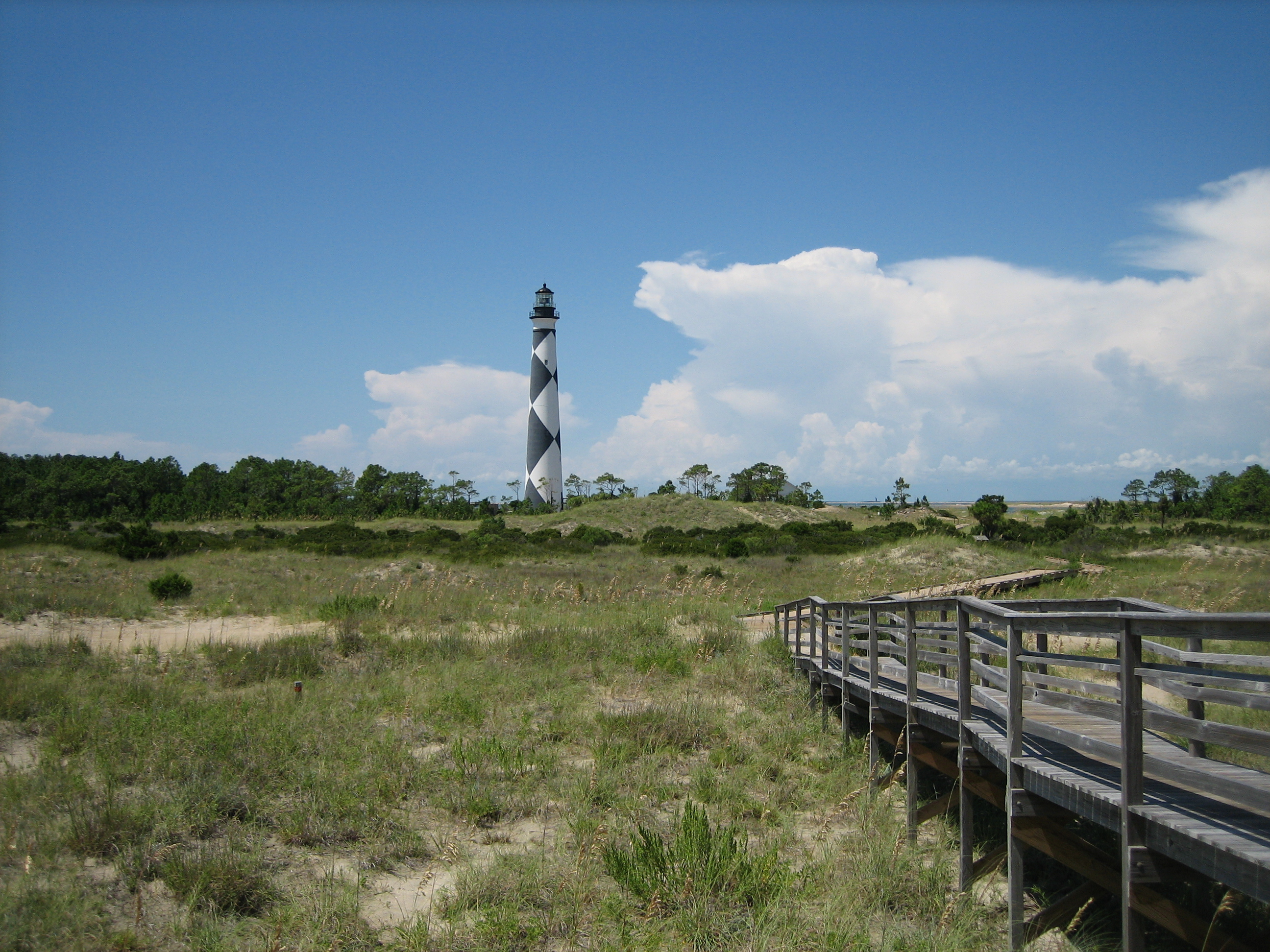
Vista del faro di capo Lookout dall'accesso di una spiaggia pubblica nella zona sud di Core Banks (2007)

È il secondo faro che si trova in questa zona, ed è quasi identico al faro dell'isola di Bodie, che è rivestito con strisce orizzontali, e al faro della spiaggia di Currituck, che è di mattoni rossi non verniciati. Il faro di capo Hatteras, il più importante, è caratterizzato da strisce a spirale. Il primo faro a capo Lookout fu completato e attivato nel 1812 ad un costo di oltre 20 000 dollari, che il congresso diede stanziò nel 1804. Ci sono voluti 8 anni per la sua edificazione. È stato il quarto faro ad essere costruito nella Carolina del Nord ed era composto da una torre di mattoni alta 29 metri (96 ft) con scandole di legno dipinte con strisce orizzontali rosse e bianche. Ma si rivelò troppo breve per illuminare i perfidi banchi di avvistamento, che erano soprannominati "Il promontorio orribile".
Il faro attuale fu completato ed attivato il 1º novembre 1859 al costo di 45 000 dollari, stanziati dal congresso nel 1857. Quel faro utilizzava una lente di Fresnel di primo ordine che permetteva alla luce di illuminare maggiormente. Il 20 maggio 1861, la Carolina del Nord entrò a far parte della confederazione e tutte le lenti vennero rimosse dai fari costieri e dai segnalatori di navigazione per impedire di agevolare la navigazione lungo la costa alle forze dell'unione. Nel 1862 le truppe dell'Unione occuparono la vicina Beaufort e la città di Morehead e, entro la fine dell'anno successivo, venne installata nel faro di capo Lookout una lente di Fresnel di terzo ordine. Il 2 aprile 1864, un piccolo gruppo di truppe confederate comandate da L.C. Harland sfuggì alle linee dell'Unione e si diresse verso il faro. Il loro tentativo di far esplodere il faro non ebbe successo, tuttavia l'esplosione distrusse l'approvvigionamento di petrolio del faro e danneggiò le scale in ferro. A causa della non disponibilità del ferro durante la guerra, le sezioni danneggiate delle scale vennero sostituite con il legno. Le lenti di Fresnel smontate dei fari della Carolina del Nord furono ritrovate nel 1865 a Raleigh nella Carolina del Nord. Vennero rispedite ai produttori originari per essere verificate e riparate. Nel 1867, le scale di legno temporanee furono sostituite non appena terminò la guerra e il ferro divenne nuovamente disponibile, e venne reinstallata la lente di Fresnel primo ordine originale.
Nel 1873, il faro fu rivestito con il suo caratteristico motivo a scacchiera diagonale in bianco e nero, o a diamante. Alcuni credono che gli schemi di verniciatura del faro di capo Hatteras e di capo Lookout siano stati invertiti. Questa convinzione è scaturita dal credenza che il faro di capo Hatteras protegga le navi dai banchi di diamanti e per questo dovesse avere il motivo a diamante. Tuttavia, i modelli di rivestimento sono stati assegnati in modo casuale e non ci sono prove che suggeriscano che il modello di capo Lookout e capo Hatteras siano stati scambiati. Diamond City, una comunità che un tempo sorgeva all'estremità orientale di Shackleford Banks, prende il nome dal modello di rivestimento del faro di capo Lookout nelle vicinanze.
Il faro fa parte della National Seashore di capo Lookout ed è accessibile solo con un traghetto privato. Nel periodo estivo, il centro visitatori della stazione di capo Lookout e il museo di Keepers Quarters sono aperti. Sebbene le visite alle torri siano state sospese nel febbraio 2008, il faro è stato aperto permanentemente alle visite il 15 luglio 2010. La stagione per le visite va da metà maggio a metà settembre ogni anno. Quando la stagione è aperta, i visitatori possono salire i 207 gradini fino alla cima del faro e provare l'ebbrezza della vista mozzafiato di Core Banks.

## Cronologia
| Informazioni storiche sulla stazione – Carolina del Nord «Faro di capo Lookout: - Il faro di Cape Lookout fu completato nel 1812 al costo di 20 678,54 dollari ed era costituito da una torre di legno ed una di mattoni. - La stazione fu allestita nel 1850, quando il custode era William Fulford, con 13 lampade, e nel 1848 furono installati nuove apparecchiature di illuminazione. Nel 1850 il custode fu obbligato a spalare via la sabbia dalla zona anteriore della sua abitazione contigua per impedire di esserne ricoperta. "I banchi di sabbia", si legge nel rapporto, "adesso sono più alti della cima delle finestre; e sono solo a pochi metri da esse, col massimo livello di marea. Sul lato mare, l'anno scorso sono stati spazzati via circa 30 metri (100 ft) dall'abrasione e dalle mareggiate". - Nel 1851 il faro di capo Lookout è stato segnalato come una delle nove luci costiere "che richiedono migliorie. Le torri di ciascuna dovrebbero avere un'altezza di 46 metri (150 ft) sopra il livello del mare e dovrebbero essere installate al meglio con apparecchiature per lenti di primo ordine, per assicurare una luminosità e una gamma adeguate alle esigenze del commercio. Queste luci non sono sufficientemente ben distinguibili, ma realizzando un piano generale adeguato a tutte le luci del litorale si raggiungerà questo obiettivo." - Il 3 marzo 1857, il Congresso stanziò 45,000 dollari "per ricostruire e allestire con apparecchiature di primo ordine il faro di capo Lookout, nella Carolina del Nord". Il nuovo faro fu completato e attivato per la prima volta il 1º novembre 1859. Durante la guerra civile, nel 1862, la torre fu danneggiata e la lente rimossa, ma nel 1863 il faro venne ricostruito e la luce venne nuovamente ripristinata. Nel 1867 fu temporaneamente installata una lente di terzo ordine fino a quando la lente di primo ordine, "danneggiata dai ribelli" non venne riparata e restaurata nel 1867. - Il faro oggi è una torre rivestita a scacchi diagonali in bianco e nero, alta 52 metri (169 ft) dal suolo e 48 metri (156 ft) sul livello del mare e invia una segnalazione attraverso una lente di primo ordine che lampeggia una luce elettrica di gruppo bianca di 80,000 candele di potenza ogni 15 secondi e visibile a 17 miglia nautiche (19 mi).» — Guardia costiera degli Stati Uniti d'America |

## Galleria d'immagini
| Panorama of the view from the top of the lighthouse |